# Star Forward
Star Forward ist ein Schweizer Eishockeyclub, der seine Spiele in der Patinoire des Eaux-Minérales in Morges austrägt. Der Verein entstand 2016 aus der Fusion von Forward Morges HC und Star Lausanne. Das Team tritt seit der Saison 2017/18 in der MySports League an.